# Scandalo delle partite vendute della nazionale di calcio di El Salvador
Lo scandalo delle partite vendute della Nazionale di calcio di El Salvador fu uno dei temi che più ebbe risalto nel paese nel 2013. Molti simpatizzanti che seguivano da vicino la Selecta si sentirono delusi quando si scoprì che alcuni giocatori avevano venduto partite amichevoli ed ufficiali col fine di ottenere benefici economici personali.

## Cronologia[1]

### Le partite truccate
Le quattro partite considerate dalla Federación Salvadoreña de Fútbol (FESFUT) come truccate sono le seguenti:
- Stati Uniti 2-1 El Salvador (Tampa 2010)
- D.C. United 1-0 El Salvador (Washington 2010)
- Messico 5-0 El Salvador (Arlington 2011)
- Paraguay 4-1 El Salvador (Asunción 2013).

### Notizia dello scandalo
Si cominciò a parlarne nei mezzi di comunicazione a metà del mese di luglio, quando la selezione di El Salvador realizzava la sua partecipazione alla Gold Cup 2013. Benché si cominciasse a sospettare da molto prima. Una volta eliminati dalla Gold Cup, Víctor Turcios rilasciò un'intervista alla catena ESPN denunciando casi di partite truccate.

### I giocatori coinvolti
Giornali internazionali davano una lista di 50 giocatori, benché da parte della FESFUT si dicesse che erano 22.

### L'indagine
Il 21 agosto la FESFUT sospese provvisoriamente i 22 giocatori. Quello stesso giorno, la Fiscalía General de la República de El Salvador (FGR), fece irruzione nelle case di 11 giocatori: Miguel Montes, Eliseo Quintanilla, Dagoberto Portillo, Dennis Alas, Rodolfo Zelaya, Alfredo Pacheco, Marvin González, Luis Anaya, Álexander Escobar, Mardoqueo Henríquez e Benji Villalobos. Ciò fu fatto al fine di raccogliere prove per l'indagine.

### Sanzioni inflitte ai coinvolti
Alla fine dell'indagine si determinarono le sanzioni ai coinvolti di accordo alla loro partecipazione nei fatti. Furono 20 i giocatori sanzionati in tre date: 20 settembre (16), 10 ottobre (3), 11 novembre (1). Le sanzioni sono le seguenti:
| Giocatori           | Sanzioni inflitte |
| ------------------- | ----------------- |
| Miguel Montes       | A vita            |
| Mardoqueo Henríquez | A vita            |
| Dennis Alas         | A vita            |
| Dagoberto Portillo  | A vita            |
| Luis Anaya          | A vita            |
| Alfredo Pacheco     | A vita            |
| Marvin González     | A vita            |
| Darwin Bonilla      | A vita            |
| Reynaldo Hernández  | A vita            |
| Christian Castillo  | A vita            |
| Osael Romero        | A vita            |
| Ramón Sánchez       | A vita            |
| Miguel Granadino    | A vita            |
| Ramón Flores        | A vita            |
| Álexander Escobar   | A vita            |
| Rodrigo Martínez    | 5 anni            |
| Romeo Moteagudo     | 18 mesi           |
| Rodolfo Zelaya      | 12 mesi           |
| Eliseo Quintanilla  | 6 mesi            |
| Benji Villalobos    | 6 mesi            |

### Provvedimenti della FIFA
La FIFA rese effettive a 209 federazioni di calcio le sanzioni a livello internazionale.

## Critiche da parte dei tifosi[3]
La sospensione per un mese di 22 giocatori della selezione di calcio di El Salvador causa di un'indagine su partite truccate provocò l'indignazione ed una raffica di critiche da parte di tifosi.
Il tema della corruzione riscosse forza da luglio, quando il giocatore Víctor Turcios, nell'ambito della Gold Cup 2013, dalla quale El Salvador fu eliminato alla seconda fase, dichiarò ad una televisione internazionale che la questione delle partite truccate era "una realtà."
La frustrazione della tifoseria salvadoregna si espresse in commenti alla radio e in televisione con qualificativi di "sfacciati", "traditori", "farabutti" e "mediocri."
La cosiddetta Barra Azul che incoraggia gli incontri della selezione, con l'illusione o la speranza di un trionfo, in un comunicato dal titolo "Nessuno vende il mio paese", espresse che i giocatori sospesi fanno parte della "generazione della vergogna" e confidano in che "siano allontanati a vita dal calcio nazionale (E) che i loro nomi rimangano con una macchia nera nella storia del calcio nazionale."
Le partite che portarono la Federazione a prendere questa decisione sono le amichevoli realizzate a Tampa (Florida) USA, il 24 febbraio 2010, dove El Salvador perse 2-1 con gli Stati Uniti; quella disputata a Washington il 19 giugno dello stesso anno, quando El Salvador perse 1-0 contro il D.C. United. Il terzo incontro fu quello realizzato nella Gold Cup, a Dallas (USA), il 5 giugno 2011, quando El Salvador perse 5-0 contro il Messico ed un possibile quarto incontro è un'amichevole disputata il 6 febbraio di 2013 contro il Paraguay, con risultato avverso di 4-1 per i salvadoregni.
La stampa locale nota che oltre agli incontri che si menzionano ci sono altri che meritano di essere indagati.
I presidenti dei club della Primera División fornirono sostegno alla FESFUT, nonostante rimasero nel torneo locale senza alcuni dei giocatori sanzionati.